# Голеневська (Вілегодський район)
Голеневська (рос. Голеневская) — присілок в Вілегодському районі Архангельської області Російської Федерації.
Населення становить 0 осіб. Входить до складу муніципального утворення Вілегодський муніципальний округ.

## Історія
До 2020 року входихо до складу муніципального утворення Беляєвське муніципальне утворення.

## Населення
| 2002 | 2010 | 2012 |
| ---- | ---- | ---- |
| 0    | →0   | →0   |